# Kitten Natividad
Francesca Isabel Natividad, más conocida como Kitten Natividad (Ciudad Juárez, 13 de febrero de 1948-Los Ángeles, 24 de septiembre de 2022) fue una actriz pornográfica, bailarina y modelo mexicana, reconocida principalmente por su asociación con el cineasta Russ Meyer.

## Biografía
Natividad nació en Ciudad Juárez en 1948. En su infancia se trasladó con su madre a Texas y más adelante se mudó a California, donde trabajó como cocinera para la actriz Stella Stevens. En 1969 se sometió a su primera cirugía de aumento de busto en Tijuana, con el objetivo de ingresar en la industria del entretenimiento estadounidense. A mediados de la década de 1970 fue contratada por el cineasta Russ Meyer para aparecer como actriz en algunas de sus producciones cinematográficas. Natividad y Meyer iniciaron una relación sentimental que se extendió cerca de quince años.
Tras participar en presentaciones de burlesque como bailarina exótica, en la década de 1980 Natividad protagonizó películas del género softcore, gradualmente incursionando en producciones pornográficas. El hecho de aparecer en escenas hardcore la alejó de las producciones de burlesque y decidió fundar un estudio de grabación llamado Kitten Klub. A comienzos de la década de 2000 retomó su colaboración con Meyer y apareció en algunas de sus películas, antes de abandonar los medios y registrar apariciones esporádicas.

## Plano personal
En 1999 se sometió a una doble mastectomía para tratar el cáncer de mama. Más adelante descubrió que la silicona usada en la primera operación de aumento de busto no era la adecuada para este tipo de procedimiento. Tiempo después se realizó una nueva cirugía correctiva.
Falleció en el Hospital Cedars Sinai de Los Ángeles el 24 de septiembre de 2022, a los 74 años.

## Filmografía destacada

### Cine
- The New Centurions (1972)
- Up! (1976)
- Beneath the Valley of the Ultra-Vixens (1979)
- Deep Jaws (1976)
- Airplane II: The Sequel (1982)
- The Best Little Whorehouse in Texas (1982)
- My Tutor (1983)
- Night Patrol (1984)
- The Wild Life (1984)
- Takin' It Off (1985)
- Bodacious Ta Tas (1985)
- An Evening With Kitten (1985)
- The Tomb (1986)
- Takin' It All Off (1987)
- Another 48 Hrs. (1990)
- 40 The Hard Way (1990)
- Titillation 3 (1993)
- United Trash (1996)
- Die 120 Tage von Bottrop (1997)
- The Double-D Avenger (2001)
- Night at the Golden Eagle (2002)
- Nightbeats (2009)
- Fags in the Fast Lane (2017)
- 70 The Hard Way (2020)